# Produtório
Em matemática, produtório (ou piatório) é a multiplicação de uma sequência de objetos matemáticos (números, funções, vetores, matrizes, etc.), chamados fatores, que tem como resultado o seu produto. É uma operação análoga ao somatório, embora seja menos utilizado quanto esse último. É representado pela letra grega pi maiúscula (Π). Dessa forma, o produtório da sequência {\displaystyle \{a,\ b,\ c,\ d,\ e\}} é denotado pela sucessão das multiplicações entre fatores subsequentes, ou seja, {\displaystyle a\times b\times c\times d\times e}. Exemplificando com números: o produtório de {\displaystyle \{2,\ 4,\ 1,\ 3,\ 5\}} é igual a {\displaystyle 2\times 4\times 1\times 3\times 2=48}.

## Notação

### Notação pi maiúsculo

O produtório é denotado por Π (pi maiúsculo), sendo essa a décima sexta letra do alfabeto grego.

A notação utilizada para representar o produtório de termos similares é o pi maiúsculo {\textstyle \prod }. Dada uma sequência {\displaystyle \{x_{k}\}_{k\in \mathbb {N} }}, o produtório é definido como:{\displaystyle \prod _{i=m}^{n}x_{i}=x_{m}\times x_{m+1}\times x_{m+2}\times \cdots \times x_{n-1}\times x_{n}}Onde {\displaystyle i} é o índice do produtório; {\displaystyle x_{i}} é uma variável indexada que representa cada termo do produtório; {\displaystyle m} é o índice inicial (ou limite inferior), e {\displaystyle n} é o índice final (ou limite superior). O índice {\displaystyle i} começa igual ao limite inferior {\displaystyle m} ("{\displaystyle i=m}") e é acrescido em uma unidade a cada fator iterativo subsequente, até que {\displaystyle i} atinja o limite superior {\displaystyle n} ("{\displaystyle i=n}"). A partir dessa definição, deduz-se que {\displaystyle i\in [m,\ n]}.

## Propriedades
Sejam {\displaystyle \{x_{k}\}_{k\in \mathbb {N} }} e {\displaystyle \{y_{k}\}_{k\in \mathbb {N} }} sequências (por exemplo, numéricas), {\displaystyle a}, {\displaystyle b} e {\displaystyle k} escalares e {\displaystyle t} o número de fatores iterativos gerados na expressão resultante, temos as seguintes propriedades:
1. {\displaystyle \prod _{i=m}^{n}x_{i}y_{i}=\prod _{i=m}^{n}x_{i}\prod _{i=m}^{n}y_{i}}
2. {\displaystyle \prod _{i=m}^{n}ax_{i}=a^{t}\prod _{i=m}^{n}x_{i}}
3. {\displaystyle \prod _{i=m}^{n}a=a^{t}}
4. {\displaystyle \prod _{i=1}^{n}i=1\times 2\times 3\times \cdots \times (n-1)\times n=n!}
5. {\displaystyle \prod _{i=m}^{n}a^{x_{i}}=a^{x_{m}}\times a^{x_{m+1}}\times a^{x_{m+2}}\times \cdots \times a^{x_{n-1}}\times a^{x_{n}}=a^{\left(\sum _{i=m}^{n}x_{i}\right)}}, onde {\displaystyle a>0}.
6. {\displaystyle \prod _{i=m}^{n}(x_{i})^{k}={\Bigl (}\prod _{i=m}^{n}x_{i}{\Bigr )}^{k}}
7. {\displaystyle \log _{b}\prod _{i=m}^{n}x_{i}=\sum _{i=m}^{n}\log _{b}x_{i},\ \forall x_{i}>0}

## Número de fatores iterativos
O número de fatores iterativos é o total de fatores repetitivos na expressão resultante da expansão do produtório. Como o produtório é a multiplicação de vários elementos, é incorreto chamar cada fator de "termo", como fazemos no somatório, já que poderíamos considerar toda a expressão final como um termo apenas, dado que todos os objetos estão se multiplicando. Deve-se ter em mente que o número de fatores não diz respeito ao produtório em si, mas sim ao número de iterações dos termos da sequência que está sendo multiplicada, ou seja, quantos valores distintos o índice {\displaystyle i} pode assumir, dado que {\displaystyle i\in [m,\ n]}. Por isso, quando expandimos o produtório, é comum representarmos cada fator iterativo gerado pelo incremento do índice {\displaystyle i} entre parênteses, sem alterar o valor da expressão devido à propriedade associativa da multiplicação.
O número de iterações é dado por {\displaystyle t=n+1-m-r}, onde:
{\displaystyle t} é o número de fatores iterativos da expressão resultante;
{\displaystyle n} é o índice final (ou limite superior);
{\displaystyle m} é o índice inicial (ou limite inferior);
{\displaystyle r} é o número de restrições sobre o intervalo {\displaystyle [m,\ n]}.
É relevante saber o número de fatores iterativos em alguns casos, pois algumas propriedades utilizam o número de iterações do produtório, que geralmente é igual ao limite superior {\displaystyle n}, entretanto, isso pode variar quando {\displaystyle m\neq 1} ou quando temos restrições no intervalo {\displaystyle [m,\ n]}.
Exemplo: {\displaystyle \prod _{i=1}^{4}3i=3(1)\times 3(2)\times 3(3)\times 3(4)=3\times 6\times 9\times 12}
Observe que o produtório gerou quatro iterações com o fator {\displaystyle 3i}. Nesse caso, o número de iterações é igual ao limite superior "{\displaystyle t=n=4}", isso porque {\displaystyle m=1} e não temos restrições sobre o intervalo {\displaystyle [1,\ 4]}. Isso corrobora a fórmula {\displaystyle t=n+1-m-r}:
{\displaystyle t=n+1-m-r=4+1-1-0}
{\displaystyle =4}
Exemplo 2: {\displaystyle \prod _{i=0}^{4}2i-1=[2(0)-1]\times [2(1)-1]\times [2(2)-1]\times [2(3)-1]\times [2(4)-1]=(-1)\times 1\times 3\times 5\times 7}
Agora observe que o produtório gerou cinco iterações. Nesse caso, o número de iterações é diferente do limite superior "{\displaystyle 5\neq 4\Rightarrow t\neq n}" porque {\displaystyle m\neq 1}; não há restrições sobre o intervalo {\displaystyle [0,\ 4]}. Isso também é verdade segundo a fórmula:
{\displaystyle t=n+1-m-r=4+1-0-0}
{\displaystyle =5}
Exemplo 3: {\displaystyle \prod _{i=1}^{3}{\frac {2x}{(i-2)}}={\Bigl (}{\frac {2x}{1-2}}{\Bigl )}\times {\Bigl (}{\frac {2x}{3-2}}{\Bigl )}=(-2x)\times 2x,} para {\displaystyle i\neq 2}.
Observe agora que o produtório gerou duas iterações. Nesse caso, o número de iterações é diferente do limite superior "{\displaystyle 2\neq 3\Rightarrow t\neq n}" porque agora temos uma restrição ao intervalo {\displaystyle [1,\ 3]}, dado que {\displaystyle i\neq 2}. Utilizando a fórmula:
{\displaystyle t=n+1-m-r=3+1-1-1}
{\displaystyle =2}
Observação: o número de iterações não é necessariamente igual ao número de fatores da expressão final simplificada. Além disso, tenha certeza que todas as restrições {\displaystyle r} pertencem ao intervalo {\displaystyle [m,\ n]}, caso contrário, desconsidere-as (o que não ocorre na maioria dos casos).